# Przyrowa (przystanek kolejowy)
Przyrowa – nieczynny przystanek kolejowy a dawniej stacja w Przyrowej na linii kolejowej nr 241, w województwie kujawsko-pomorskim.
Zachowany budynek dworca, powstały prawdopodobnie ok. 1920 roku, różni się architektonicznie od pozostałych budynków na linii.